# Гран-Рив'єр-ду-Норд
Гран-Рив'єр-ду-Норд (Grann Rivyè dinò) — муніципалітет у Північному департаменті Гаїті.

## Відомі уродженці
- 1757 року в місті народився майбутній президент Гаїті Філіп Гер'є.
- 1758 року в Гран-Рив'єр-ду-Норд народився Жан-Жак Дессалін.[1]
- 1780 року тут народився генерал гаїтянської армії, президент Гаїті у 1846—1847 роках Жан-Баптист Ріше.